# Canton du Plateau du Haut-Velay granitique
Le canton du Plateau du Haut-Velay granitique est une circonscription électorale française du département de la Haute-Loire.

## Histoire
Un nouveau découpage territorial de la Haute-Loire entre en vigueur à l'occasion des premières élections départementales suivant le décret du 17 février 2014. Les conseillers départementaux sont, à compter de ces élections, élus au scrutin majoritaire binominal mixte. Les électeurs de chaque canton élisent au Conseil départemental, nouvelle appellation du Conseil général, deux membres de sexe différent, qui se présentent en binôme de candidats. Les conseillers départementaux sont élus pour 6 ans au scrutin binominal majoritaire à deux tours, l'accès au second tour nécessitant 12,5 % des inscrits au 1er tour. En outre la totalité des conseillers départementaux est renouvelée. Ce nouveau mode de scrutin nécessite un redécoupage des cantons dont le nombre est divisé par deux avec arrondi à l'unité impaire supérieure si ce nombre n'est pas entier impair, assorti de conditions de seuils minimaux. Dans la Haute-Loire, le nombre de cantons passe ainsi de 35 à 19.
Le canton du Plateau du Haut-Velay granitique est formé de communes des anciens cantons d'Allègre (4 communes), de Craponne-sur-Arzon (8 communes), de La Chaise-Dieu (11 communes), de Vorey (2 communes) et de Bas-en-Basset (1 commune). Avec ce redécoupage administratif, le territoire du canton s'affranchit des limites d'arrondissements, avec 14 communes incluses dans l'arrondissement du Puy-en-Velay, 11 dans l'arrondissement de Brioude et 1 dans celui d'Yssingeaux. Le bureau centralisateur est situé à Craponne-sur-Arzon.

## Représentation
| Période élective | Période élective | Mandat | Mandat   | Identité          | Nuance | Nuance | Qualité |
| ---------------- | ---------------- | ------ | -------- | ----------------- | ------ | ------ | --- |
| 2015             | 2021             | 2015   | 2021     | Bernard Brignon   |        | DVD    | Employé Maire de Jullianges, vice-président de la communauté de communes du pays de Craponne |
| 2015             | 2021             | 2015   | 2021     | Marie-Agnès Petit |        | LR     | Ancienne conseillère générale du Canton d'Allègre, conseillère municipale de Céaux-d'Allègre jusqu'en 2020 Vice-présidente du Conseil départemental chargée de l’innovation, de l’attractivité du territoire, du tourisme |
| 2021             | 2028             | 2021   | en cours | Bernard Brignon   |        | DVD    | Conseiller sortant |
| 2021             | 2028             | 2021   | en cours | Marie-Agnès Petit |        | LR     | Conseillère sortante, Présidente du conseil départemental |

### Résultats détaillés

#### Élections de mars 2015
Lors des élections départementales de 2015, le binôme composé de Bernard Brignon et Marie-Agnès Petit (Union de la Droite) est élu au premier tour avec 56,96 % des suffrages exprimés, devant le binôme composé de Joris Barlet et Corinne Trolliet (FN) (25,56 %). Le taux de participation est de 56,13 % (4 787 votants sur 8 528 inscrits) contre 53,67 % au niveau départemental et 50,17 % au niveau national.

#### Élections de juin 2021
Le premier tour des élections départementales de 2021 est marqué par un très faible taux de participation (33,26 % au niveau national). Dans le canton du Plateau du Haut-Velay granitique, ce taux de participation est de 45,5 % (3 759 votants sur 8 261 inscrits) contre 40,17 % au niveau départemental. À l'issue de ce premier tour, le binôme constitué de Bernard Brignon et Marie-Agnès Petit (LR , 100 %), est élu avec 100 % des suffrages exprimés.

## Composition
Le canton du Plateau du Haut-Velay granitique comprend vingt-six communes entières.
| Nom                                        | Code Insee | Intercommunalité               | Superficie (km2) | Population (dernière pop. légale) | Densité (hab./km2) | Modifier                                    |
| ------------------------------------------ | ---------- | ------------------------------ | ---------------- | --------------------------------- | ------------------ | ------------------------------------------- |
| Craponne-sur-Arzon (bureau centralisateur) | 43080      | CA du Puy-en-Velay             | 33,37            | 2 004 (2022)                      | 60                 | modifier les données · modifier les données |
| Allègre                                    | 43003      | CA du Puy-en-Velay             | 23,57            | 892 (2022)                        | 38                 | modifier les données · modifier les données |
| Beaune-sur-Arzon                           | 43023      | CA du Puy-en-Velay             | 14,38            | 217 (2022)                        | 15                 | modifier les données · modifier les données |
| Berbezit                                   | 43027      | CC des Rives du Haut Allier    | 10,39            | 44 (2022)                         | 4,2                | modifier les données · modifier les données |
| Bonneval                                   | 43035      | CA du Puy-en-Velay             | 14,66            | 91 (2022)                         | 6,2                | modifier les données · modifier les données |
| La Chaise-Dieu                             | 43048      | CA du Puy-en-Velay             | 13,58            | 595 (2022)                        | 44                 | modifier les données · modifier les données |
| La Chapelle-Bertin                         | 43057      | CA du Puy-en-Velay             | 11,29            | 50 (2022)                         | 4,4                | modifier les données · modifier les données |
| La Chapelle-Geneste                        | 43059      | CA du Puy-en-Velay             | 18,06            | 111 (2022)                        | 6,1                | modifier les données · modifier les données |
| Chomelix                                   | 43071      | CA du Puy-en-Velay             | 26,47            | 449 (2022)                        | 17                 | modifier les données · modifier les données |
| Cistrières                                 | 43073      | CA du Puy-en-Velay             | 21,89            | 128 (2022)                        | 5,8                | modifier les données · modifier les données |
| Connangles                                 | 43076      | CA du Puy-en-Velay             | 21,89            | 132 (2022)                        | 6,0                | modifier les données · modifier les données |
| Félines                                    | 43093      | CA du Puy-en-Velay             | 20,50            | 302 (2022)                        | 15                 | modifier les données · modifier les données |
| Jullianges                                 | 43108      | CA du Puy-en-Velay             | 18,44            | 434 (2022)                        | 24                 | modifier les données · modifier les données |
| Laval-sur-Doulon                           | 43116      | CA du Puy-en-Velay             | 12,28            | 61 (2022)                         | 5,0                | modifier les données · modifier les données |
| Malvières                                  | 43128      | CA du Puy-en-Velay             | 13,72            | 142 (2022)                        | 10                 | modifier les données · modifier les données |
| Monlet                                     | 43138      | CA du Puy-en-Velay             | 35,70            | 406 (2022)                        | 11                 | modifier les données · modifier les données |
| Roche-en-Régnier                           | 43164      | CA du Puy-en-Velay             | 26,92            | 477 (2022)                        | 18                 | modifier les données · modifier les données |
| Saint-Georges-Lagricol                     | 43189      | CA du Puy-en-Velay             | 19,17            | 523 (2022)                        | 27                 | modifier les données · modifier les données |
| Saint-Jean-d'Aubrigoux                     | 43196      | CA du Puy-en-Velay             | 17,80            | 183 (2022)                        | 10                 | modifier les données · modifier les données |
| Saint-Julien-d'Ance                        | 43201      | CA du Puy-en-Velay             | 17,82            | 248 (2022)                        | 14                 | modifier les données · modifier les données |
| Saint-Pal-de-Chalencon                     | 43212      | CC Marches du Velay-Rochebaron | 28,95            | 1 019 (2022)                      | 35                 | modifier les données · modifier les données |
| Saint-Pal-de-Senouire                      | 43214      | CC des Rives du Haut Allier    | 18,35            | 109 (2022)                        | 5,9                | modifier les données · modifier les données |
| Saint-Pierre-du-Champ                      | 43217      | CA du Puy-en-Velay             | 31,09            | 555 (2022)                        | 18                 | modifier les données · modifier les données |
| Saint-Victor-sur-Arlanc                    | 43228      | CA du Puy-en-Velay             | 11,88            | 91 (2022)                         | 7,7                | modifier les données · modifier les données |
| Sembadel                                   | 43237      | CA du Puy-en-Velay             | 18,59            | 240 (2022)                        | 13                 | modifier les données · modifier les données |
| Varennes-Saint-Honorat                     | 43252      | CC des Rives du Haut Allier    | 11,91            | 26 (2022)                         | 2,2                | modifier les données · modifier les données |
| Canton du Plateau du Haut-Velay granitique | 4311       |                                | 512,67           | 9 529 (2022)                      | 19                 | modifier les données                        |

## Démographie
En 2022, le canton comptait 9 529 habitants, en évolution de −0,9 % par rapport à 2016 (Haute-Loire : +0,36 %, France hors Mayotte : +2,11 %).
| 2013  | 2018  | 2022  |
| ----- | ----- | ----- |
| 9 912 | 9 527 | 9 529 |